# Selenometionina
Selenometionina – organiczny związek chemiczny z grupy aminokwasów, selenowy analog metioniny. L-Selenometionina (jeden z enancjomerów tego związku) występuje naturalnie i jest głównym, bogatym źródłem selenu w orzechach brazylijskich, zbożach i nasionach roślin strączkowych (zwłaszcza w soi). Jest losowo włączana do białek w miejsce metiony. Łatwo ulega utlenieniu i z tego powodu ma właściwości przeciwutleniające, zmniejszając pule wolnych rodników. Zarówno selen, jak i selenometionina odgrywają niezależną rolę w syntezie glutationu, który jest jednym z najważniejszych przeciwutleniaczy u wielu organizmów włączając w to ludzi.